# Christian Theodor Overbeck
Pour les articles homonymes, voir Overbeck.
Christian Theodor Overbeck (né le 16 mai 1818 à Lübeck, mort le 23 mars 1880 dans la même ville) est un sénateur de Lübeck.

## Biographie
Christian Theodor Overbeck est le fils de Christian Gerhard Overbeck, avocat, et petit-fils de Christian Adolph Overbeck, maire de Lübeck. Il obtient son abitur en 1838 au lycée Sainte-Catherine de Lübeck (en même temps que Heinrich Theodor Behn). Il étudie jusqu'à un doctorat de droit. Overbeck devient notaire et avocat. En 1850, il est secrétaire d'un sénateur. En 1870, il est élu sénateur. Il lègue aux musées de Lübeck sa collection d'œuvres de Johann Friedrich Overbeck, son fils, et de Theodor Rehbenitz.
Il est l'époux de Charlotte Krüger, la fille du sénateur Joachim Friedrich Krüger.

## Source de la traduction
- (de) Cet article est partiellement ou en totalité issu de l’article de Wikipédia en allemand intitulé « Christian Theodor Overbeck » (voir la liste des auteurs).